# تصرف هند شرقی هلند توسط ژاپن
تصرف هند شرقی هلند توسط ژاپن (به لاتین: Japanese occupation of the Dutch East Indies) اشغال هند شرقی هلند (اندونزی کنونی) توسط امپراتوری ژاپن در طی جنگ جهانی دوم بود که از سال ۱۹۴۲ تا ۱۹۴۵ ادامه داشت.
اندونزی بخشی از امپراتوری استعماری هلند بود. مردم اندونزی مجبور بودند هم علیه اشغالگران ژاپنی و هم استعمارگران هلندی مبارزه مسلحانه کنند.
در ۱۷ اوت ۱۹۴۵، در جاکارتا، احمد سوکارنو، که رئیس کمیته آماده‌سازی استقلال بود، جمهوری را اعلام کرد. وی همچنین اولین رئیس‌جمهور آن شد. روز بعد، قانون اساسی تصویب شد، دولت ملی ایجاد شد و پارلمان موقت تشکیل شد. طبق قانون اساسی، شاخه‌های تولید مهم برای دولت و زندگی مردم به مالکیت دولت منتقل شدند. این کشور زمین، آب و منابع طبیعی را به دست خود گرفت. قانون اساسی همچنین امکان برقراری کنترل دولت بر فعالیتهای انحصارهای خارجی، اعلام حقوق دموکراتیک برای مردم، برابری کلیه شهروندان، حق کار، تحصیلات، آزادی تشکل‌ها، گفتار، مطبوعات، مذهب و غیره را فراهم کرد. این مقررات تحت فشار نیروهای چپ که کمونیست‌ها بیشترین فعالیت را داشتند در قانون اساسی وارد شد. یکی از اولین اقدامات سوکارنو به عنوان رئیس‌جمهوری نیز حکمی کوتاه اما قابل توجه بود که در ۳۰ اوت ۱۹۴۵ به امضای وی رسید، در آن وی از همشهریان خواست تا در یک جلسه تبریک بگویند: "Merdeka!" /"آزادی!"/. بعداً رئیس‌جمهور آن را گسترش داد و شعار "Merdeka! Merdeka Tetap "/" آزادی! آزادی برای همیشه! "/.
اعلام جمهوری در واقع به معنای فراخوانی برای یک قیام عمومی بود، زیرا در آن زمان اندونزی هنوز تحت اشغال ژاپن بود. ژاپن که در همه جبهه‌ها شکست خورده بود، سعی در ایجاد یک دولت دست نشانده «مستقل» داشت که از نزدیک با دولت اشغالگر مرتبط باشد. کاملاً طبیعی است که چنین «استقلال» ای توسط هلندی‌ها یا انگلیسی‌ها که فقط بهانه ای برای شروع مداخله می‌جستند، تشخیص داده نمی‌شد.
قیام تقریباً از همه جا آغاز شد. اندونزیایی‌ها در همه جا واحدهای ژاپنی را خلع سلاح کردند، اسلحه‌های آنها را به دست گرفتند، گروه‌های جنگی تشکیل دادند که بعداً تشکیل ارتش ملی اندونزی را آغاز کردند. نوعی قدرت دوگانه در کشور ایجاد شد: کمیته‌های ملی جمهوری و گروه‌های مسلح آنها همزمان با دولت و ارتش ژاپن کار می‌کردند. اما اندونزیایی‌ها مجبور شدند سال‌ها برای آزادی و استقلال خود بجنگند.
در سپتامبر ۱۹۴۵، ظاهراً نیروهای انگلیس برای خلع سلاح واحدهای ژاپنی در اندونزی پیاده شدند، اما در حقیقت آنها اشغال تدریجی کشور را آغاز کردند. سربازان هلندی همراه با انگلیس وارد شدند. در پایان ماه اکتبر، انگلیس و هلندی تعدادی از نقاط استراتژیک و بندرها کشور / جاکارتا، بندونگ، سمرنگ و غیره را تصرف کردند. در ۱۰ نوامبر ۱۹۴۵، آنها تلاش کردند شهر سورابایا را تصرف کنند، اما توسط نیروهای اندک اندک انداخته و آموزش دیده عقب رانده شدند. این نبرد دو هفته به طول انجامید و از نظر اخلاقی از اهمیت بالایی برای مردم برخوردار بود. این روز هنوز در اندونزی به عنوان «روز قهرمان» گرامی داشته می‌شود. در نتیجه، جمهوری جوان از قسمت قابل توجهی از خاک کشور، از جمله یوگیاکارتا، جایی که دولت به‌طور موقت در آنجا مستقر شد، دفاع کرد.
در ژوئیه ۱۹۴۷، هلند جنگ علنی علیه اندونزی آغاز کرد. ارتش کاملاً مسلح و آموزش دیده هلند با مقاومت سرسختانه ای روبرو شد. اتحاد جماهیر شوروی و سایر کشورهای دموکراتیک مردم، همه نیروهای صلح طلب کره زمین، از اندونزی دفاع کردند. هنوز دو سال دیگر مبارزه سخت و طاقت فرسا طول کشید تا هلند استقلال این کشور را به رسمیت بشناسد.
در اوت ۱۹۴۹، در جریان کنفرانس میزگرد در لاهه، به رسمیت شناختن جمهوری اندونزی صورت گرفت. این ایالت به همراه ۱۵ ایالت عروسکی که توسط هلندی‌ها تشکیل شده بود وارد «جمهوری ایالات‌متحده اندونزی» شدند. یک سال بعد، در اوت ۱۹۵۰، ایالات داوطلبانه با جمهوری در یک کشور واحد - «جمهوری اندونزی» ادغام شدند و سرانجام هلندی‌ها مجبور شدند حاکمیت سیاسی کشور را به رسمیت بشناسند. با این وجود، هلند همچنان در نزدیکی ایرین غربی (قسمت غربی جزیره گینه نو) قرار داشت، که اندونزی فقط از اول ماه مه ۱۹۶۳ توانست حاکمیت خود را در آن ایجاد کند.